# Essinghausen (Drolshagen)
Essinghausen ([ˈɛsɪŋˌhaʊ̯ˌzn̩], plattdeutsch: [ˈeːsˌkuzn]) ist ein Dorf im südlichen Sauerland und Ortsteil der Stadt Drolshagen.
Das Dorf hat etwa 116 Einwohner und ihm entspricht der gleichnamige Bezirk 24 in der Gliederung der Stadt Drolshagen.

## Geschichte
Die ersten urkundlichen Erwähnungen unter dem Namen Eßkusen gibt es im 15. Jahrhundert. Der Ursprung des Namens ist nicht sicher geklärt; man vermutet jedoch, dass sich dieser auf den Standort einer Schmiede (Esse) bezieht. In der Gegend gab es eine Reihe Hammerwerke. In Drolshagen und den angrenzenden Dörfern gab es in der frühen Neuzeit Schmiede zur Weiterverarbeitung. Im Jahr 1760 lebten zwei von insgesamt 19 Schmiede in Essinghausen. Im Ort steht die von den Bewohnern 1887 erbaute Kapelle Mater Dolorosa.
Essinghausen gehörte bis zur kommunalen Neugliederung 1969 zur Gemeinde Drolshagen-Land (im Amt Drolshagen) und stellte mit Leo Schürholz deren letzten Bürgermeister. Drolshagen-Land wurde mit der Stadt Drolshagen zur neuen Gemeinde Stadt Drolshagen zusammengeschossen.
Essinghausen wurde 1998 im Wettbewerb Unser Dorf soll schöner werden mit dem Silber-Preis auf Bundesebene ausgezeichnet.

## Lage
Essinghausen liegt etwa 2,4 km nördlich der Kernstadt Drolshagen und etwa 1,8 km südöstlich der AS Drolshagen (17) der A45.
Das Dorf liegt in einer Talmulde und umring Streuobstwiesen, in deren Mitte der Essinghauser Bach entspringt. Dieser mündet in Wenkhausen links in die Rose. Etwas unterhalb des Dorfes wurde der ehemalige Feuerteich zu einem Feuchtbiotop renaturiert.